# Sérgio de Camargo

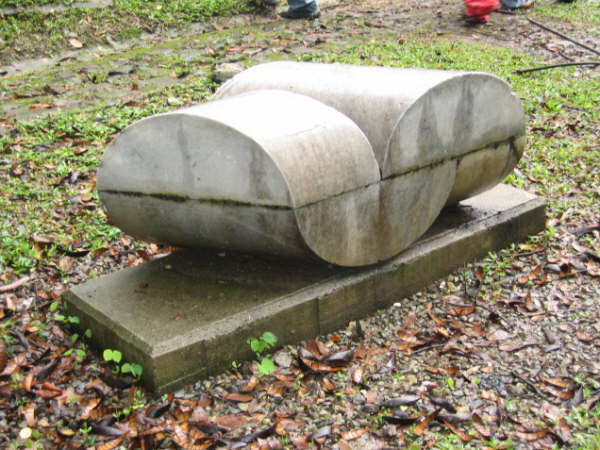
Escultura de mármol en Parque de Esculturas, Nutibara, Medellín, Colombia

Sérgio de Camargo (8 de abril de 1930 a 1990) fue un escultor y creador de socorro nacido en Río de Janeiro , Brasil .  De Camargo estudió en la Academia Altamira en Buenos Aires con Emilio Pettoruti y Lucio Fontana .  Camargo también estudió filosofía en la Sorbona de París .  En un prolongado viaje por Europa en 1948, Camargo conoció a Brâncuși, Arp, Henri Laurens y Georges Vantongerloo . 
Sérgio de Camargo comenzó a trabajar en escultura y sus primeras piezas recuerdan a Picasso y H. Laurens.  Al regresar a Brasil en 1950, Camargo entró en contacto con los constructivistas brasileños. En 1952-53 volvió a Europa y fue a China en 1954. Entre 1961 y 1974 Sérgio de Camargo permaneció en París, donde se convirtió en 1963 como miembro del Groupe de Recherche d'Art Visuel (GRAV).  Durante ese período, se concentró en estructurar superficies blancas monocromáticas, algunas en "Volúmenes Polihédricos de Lecturas Mutables" utilizando formas paralelepípedas y otras con relieves cilíndricos de madera, en ambos casos proponiendo el juego de luces y sombras alternando entre orden y caos, plenitud y vacío. En 1963 también recibió el Premio Internacional de Escultura de la Bienal de París. Después de este período de trabajo, Sérgio de Camargo regresó a Brasil. Allí contribuyó (1965-67) a un elemento monumental del Ministerio de Relaciones Exteriores de Oscar Niemeyer en Brasilia: un muro de 25 m de estructura rítmica. A fines de la década de 1960, Sérgio de Camargo mostró trabajos en numerosas exposiciones internacionales, marcando el punto más alto del reconocimiento otorgado a la obra de Camargo fuera de Brasil (incluida una medalla de oro en la Bienal de São Paulo de 1965; Bienal de Venecia de 1966, 1966; Documental de 1968 en Kassel). Sérgio de Camargo murió en Río de Janeiro en 1990. La Tate Gallery de Londres tiene uno de los trabajos de De Camargo en su colección permanente. 

## Otras lecturas
- Brecheret, Vítor.  Escultura brasileña de 1920 a 1990 .  Washington, DC: Centro Cultural, Banco Interamericano de Desarrollo, 1997.
- Brito, Ronaldo.  Sergio Camargo: Espacos da arte brasileira .  São Paulo: Cosac & Naify Edições, 2000.

- Datos: Q828860
- Multimedia: Sérgio de Camargo / Q828860